# Denton (Montana)
Denton és una població dels Estats Units a l'estat de Montana. Segons el cens del 2000 tenia 301 habitants.

## Demografia
Segons el cens del 2000, Denton tenia 301 habitants, 133 habitatges, i 82 famílies. La densitat de població era de 152,9 habitants per km².
Dels 133 habitatges en un 24,8% hi vivien nens de menys de 18 anys, en un 56,4% hi vivien parelles casades, en un 4,5% dones solteres, i en un 37,6% no eren unitats familiars. En el 34,6% dels habitatges hi vivien persones soles el 15% de les quals corresponia a persones de 65 anys o més que vivien soles. El nombre mitjà de persones vivint en cada habitatge era de 2,26 i el nombre mitjà de persones que vivien en cada família era de 2,96.
Per edats la població es repartia de la següent manera: un 24,6% tenia menys de 18 anys, un 7,3% entre 18 i 24, un 21,6% entre 25 i 44, un 24,3% de 45 a 60 i un 22,3% 65 anys o més.
L'edat mediana era de 42 anys. Per cada 100 dones de 18 o més anys hi havia 100,9 homes.
La renda mediana per habitatge era de 28.393 $ i la renda mediana per família de 32.232 $. Els homes tenien una renda mediana de 23.125 $ mentre que les dones 16.528 $. La renda per capita de la població era de 14.982 $. Aproximadament el 5,9% de les famílies i el 8,5% de la població estaven per davall del llindar de pobresa.

## Poblacions més properes
El següent diagrama mostra les poblacions més properes.